# دیزج پروانه
دیزج‌پروانه یکی از روستاهای استان آذربایجان شرقی است که در دهستان بناجوی شرقی بخش مرکزی شهرستان بناب واقع شده‌است.این روستا ۱۰۲۸ نفر جمعیت دارد.